# روجاك
روجاك (بالتهجئة الإندونيسية) أو روجاك (بالتهجئة الملايوية) هو طبق سلطة من أصل جاوي، يوجد عادة في إندونيسيا وماليزيا وسنغافورة. النوع الأكثر شعبية في البلدان الثلاثة هو سلطة مكونة من مزيج من الفواكه والخضروات المقطعة وتقدم مع صلصة سكر النخيل الحارة. غالبًا ما يتم وصفه بأنه سلطة فواكه لاذعة وحارة بسبب الصلصة الحلوة والحارة والمتبلة المصنوعة من الفلفل الحار المطحون وسكر النخيل والفول السوداني.
هناك مجموعة متنوعة من الاستعدادات، وخاصة في المطبخ الإندونيسي، والروجاك متاح على نطاق واسع في جميع أنحاء إندونيسيا. في حين أن النوع الأكثر شيوعًا يتكون في المقام الأول من الفواكه والخضروات، فإن الصلصة الحلوة واللاذعة غالبًا ما تُصنع باستخدام معجون الروبيان. قد تحتوي بعض الوصفات على مكونات من المأكولات البحرية أو اللحوم، وخاصة في ماليزيا وسنغافورة حيث يظهر أحد المتغيرات البارزة تأثيرًا من المطبخ الإسلامي الهندي.

## علم أصول الكلمات
الروجاك هو أحد أقدم الأطباق وأقدم الأطعمة التي تم تحديدها تاريخياً في جاوة القديمة. جاءت كلمة "روجاك" من كلمة rurujak في نقش تاجي الجاوي القديم (901 م) من عصر مملكة ماتارام في وسط جاوة. تم تقديم الطبق لاحقًا إلى مناطق أخرى ودول مجاورة من قبل الجالية الجاوية، بالإضافة إلى ذوي الأصول الهندية الذين عاشوا في جاوة. في ماليزيا وسنغافورة، يتم تهجئتها "روجاك".

## الأهمية الثقافية

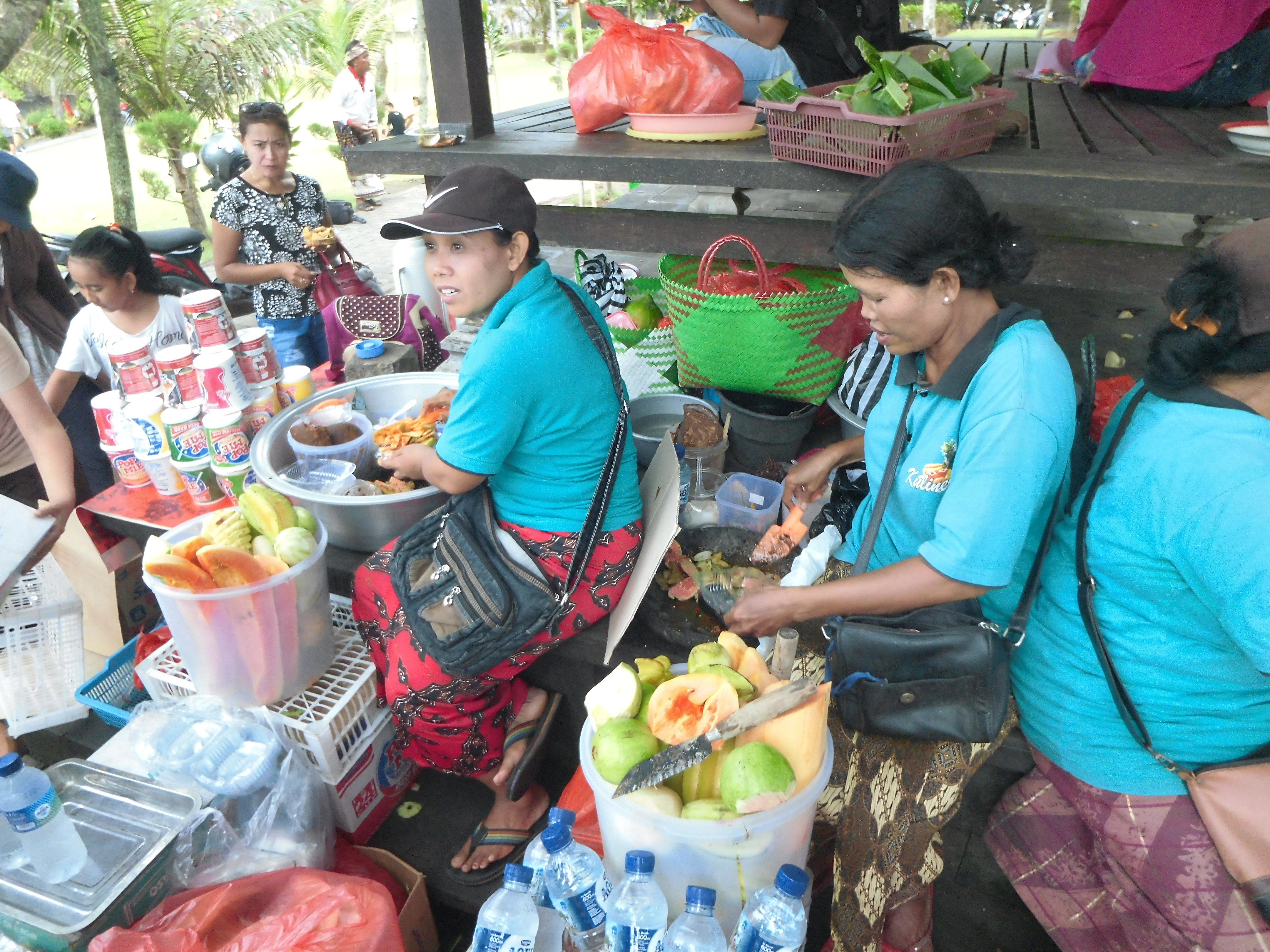
امرأة بالية تبيع فاكهة الروجاك

في إندونيسيا، وخاصة بين الجاويين، تحظى نكهات الروجاك الحلوة والحارة والحامضة بشعبية كبيرة بين النساء الحوامل؛ وتُعرف هذه الرغبة الشديدة في تناول المانجو غير الناضجة والفواكه ذات المذاق الحامض الأخرى باسم نجيدام أو نييدهام في الجاوية. في الثقافة الجاوية، يعتبر الروجاك جزءًا أساسيًا من مراسم ما قبل الولادة التقليدية التي تسمى نالوني ميتوني أو توجوه بولانان (حرفيًا: الشهر السابع)، ويهدف إلى تمني ولادة آمنة وسلسة وناجحة للأم الحامل. يتم صنع روجاك الفاكهة الخاص بهذه المناسبة، ويتم تقديمه لاحقًا للأم الحامل وضيوفها، وخاصة صديقاتها. وصفة الروجاك لهذا الحفل تشبه وصفة الروجاك المصنوعة من الفاكهة الإندونيسية التقليدية، مع استثناءات أن الفاكهة يتم تقطيعها تقريبًا بدلاً من تقطيعها إلى شرائح رقيقة، وأن الجيروك بالي ( الجريب فروت الوردي) هو مكون أساسي. يُعتقد أنه إذا كان الروجاك بشكل عام حلو المذاق، فإن الجنين سيكون أنثى، وإذا كان حارًا، فإن الجنين سيكون ذكرًا. مانجارابار، أو صنع الروجاك، هو حدث خاص لسكان منطقة باتاك ماندالينج في تابانولي، شمال سومطرة، إندونيسيا بعد الحصاد. عادة ما تشارك القرية بأكملها في صنع واستهلاك الروجاك.
في ماليزيا وسنغافورة، تُستخدم كلمة "روجاك" أيضًا كتعبير عامي لمزيج انتقائي، وخاصةً ككلمة تصف الطابع المتعدد الأعراق للمجتمع الماليزي والسنغافوري.

## روجاك اندونيسي

#### روجاك الفاكهة
في إندونيسيا، يُعرف روجاك بواه أيضًا باسم روجاك مانيس (روجاك الحلو). يتكون طبق الفاكهة الإندونيسي النموذجي من شرائح من الفواكه الاستوائية المتنوعة مثل جامبو إير (تفاح الماء)، والأناناس، والمانجو غير الناضجة، وبنجكوانج ( جيكاما )، والخيار، والكيدوندونج، والبطاطا الحلوة الحمراء النيئة. في بعض الأحيان يتم إضافة أنواع مالانج المختلفة من التفاح الأخضر، والبيليمبينج ( فاكهة النجمة )، والجُرك البالي ( الجريب فروت ). تتكون صلصة بومبو روجاك الحلوة والحارة من الماء، جولا جاوا ( سكر النخيل )، التمر الهندي، الفول السوداني المطحون، معجون الروبيان، الملح، فلفل عين الطائر والفلفل الأحمر. يتم تقطيع جميع الفواكه إلى قطع بحجم اللقمة، ووضعها في الطبق.
يتم سكب البومبو روجاك أو صلصة الروجاك الحلوة الحارة السميكة على شرائح الفاكهة. يتم إضافة مسحوق السامبال جارام (مزيج بسيط من الملح والفلفل الأحمر المطحون) إلى الجانب كبديل لأولئك الذين يفضلون الطعم المالح لروجاكهم. يُطلق الشعب الجاوي على هذا النوع من الروجاك اسم اللوتيس.

#### روجاك كوكا
روجاك كوكا تعني حرفيا "روجاك الخل". وهو أحد تخصصات المطبخ السوندايني في غرب جاوة، ويشتهر بطعمه الحامض الطازج. يتم تحضيره من الفواكه المقطعة مثل الأناناس والمانجو غير الناضجة، والخضروات مثل الجيكاما والملفوف وبراعم الفاصوليا والخيار. إنه يشبه إلى حد كبير الأسينان بسبب مذاقه الحامض والحار، حيث يحتوي كلا الطبقين على الخل وسكر النخيل والفلفل الحار.

#### روجاك تومبوك (روجاك بيبك)
هذا هو نوع آخر من الفاكهة الإندونيسية الروجاك والتي تأتي من جاوة الغربية. المكونات هي نفسها تقريبا مثل روجاك الفاكهة الإندونيسية النموذجية، باستثناء أن جميع المكونات يتم طحنها أو هرسها معًا ( تومبوك أو بيبيك باللغة الإندونيسية) في هاون خشبي. الفواكه التي يتم طحنها هي بيسانج باتو الصغيرة/الأخضر (نوع من الموز)، والبطاطا الحمراء النيئة، والجيكاما، وتفاح جافا، والكيدوندونج، والمانجو الصغيرة غير الناضجة. لا يتم سكب الصلصة على الفاكهة، بل يتم هرسها مع كافة المكونات. تحتوي الصلصة على معجون الروبيان تيراسي، سكر النخيل، الملح والفلفل الحار. تقليديا، يتم تقديم روجاك تومبوك في أجزاء صغيرة فردية على أطباق من أوراق الموز تسمى بينكوك. مع ذلك، اليوم يتم تقديمه أيضًا بشكل شائع في أكواب بلاستيكية.

#### روجاك سيروت
وهذا يعني حرفيًا "روجاك مبشور"، وهو نوع آخر من فاكهة الروجاك الإندونيسية. كما هو الحال مع روجاك تومبوك، فإن المكونات تشبه تلك الموجودة في روجاك الفاكهة الإندونيسية، مع استثناءات أن الفاكهة لا يتم تقطيعها إلى قطع بحجم اللقمة، ولكن يتم تقطيعها إلى قوام مبشور تقريبًا.

#### روجاك و جروه
هو من الأطعمة الشهية في إقليم آتشيه، يتكون من لحم جوز الهند الصغير والطري، والبابايا الصغيرة (الخضراء)، والفلفل الحار، والسكر، وسكر النخيل، والثلج، والملح، وقليل من الليمون. من الأفضل تناول هذا الروجاك باردًا.

#### روجاك بينجانتين
تعني "زوج العروس والعريس" باللغة الإندونيسية. هذا الروجاك يذكرنا بالمطبخ الاستعماري الإندونيسي. تحتوي على شرائح من البيض المسلوق والبطاطس والتوفو المقلي والأناناس والجزر وبراعم الفاصوليا والمخللات والفلفل الحار والخس والملفوف والخيار وبسكويت الإمبينغ والفول السوداني المحمص وصلصة الفول السوداني والقليل من الخل. في بعض الأنواع، يتم خلط صلصة الفول السوداني مع المايونيز. إنه يشبه إلى حد ما طبق غادو غادو في وسط جاوا.

#### روجاك كواه بيندانغ
روجاك هو أحد الأطعمة الشعبية التي تباع في الشوارع في بالي. نوع بالينيزي من روجاك الفاكهة الإندونيسية، ولكن بدلاً من صلصة الروجاك العادية، تُنقع الفاكهة في مرق السمك المتبل. يتكون المرق من التيراسي( معجون الروبيان المخمر)، والملح، وفلفل عين الطائر، والفلفل الأحمر، ومرق سمك البيندانج.

#### روجاك تيراسي
تيراسي تعني معجون الروبيان. هذا الروجاك من لومبوك. هي عبارة عن شرائح من الفواكه مثل المانجو، والكيدوندونج (برقوق يونيو)، والأناناس، والبابايا مع السامبال باستخدام معجون الروبيان المحمص.

#### روجاك سينجور
تعني حرفيًا الفم في اللغة الجاوية. هذا النوع من الروجاك نشأ في سورابايا. هذا الروجاك المتخصص من جاوة الشرقية له طعم لحمي. تحتوي على شرائح من شفاه الجاموس أو البقر المطبوخة، والبانج كوانج، والمانجو غير الناضج، والأناناس، والخيار، والكانجكونج، واللونتونج (كعكة الأرز)، والتوفو، والتيمبي، وتقدم جميعها في صلصة سوداء مصنوعة من البتيس (معجون الروبيان الأسود المخمر، المرتبط بالتيراسي ) والفول السوداني المطحون. يتم تغطيته برشّة من البصل المقلي والكيروبوك (بسكويت الروبيان الإندونيسي).

#### روجاك بيتيس
هذا هو نوع آخر من الروجاك من سورابايا. تحتوي على شرائح من البانجوانج، والمانجو غير الناضجة، والخيار، والكانجكونج (السبانخ المائية)، والكيدوندونج، والتوفو، وبراعم فول الصويا، وتقدم جميعها في صلصة سوداء مصنوعة من البتيس ( معجون الروبيان الأسود المخمر اللزج، المرتبط بالتيراسي )، والبصل المقلي، والملح، وسكر النخيل، والموز غير الناضج، والفول السوداني المطحون. يتم تقديمه تقليديا على أوراق الموز، أما اليوم فيتم تقديمه بشكل أكثر شيوعا في الأطباق.

#### روجاك توليت
يشبه فاكهة الرجاك، وأيضا من سورابايا. بالإضافة إلى الفواكه غير الناضجة، يحتوي الروجاك أيضًا على التوفو المقلي والثوم المقلي وأوتار لحم البقر اختياريًا. تتكون الصلصة من عجينة البيتيس الممزوجة بسكر النخيل وشرائح الفلفل الحار الخام وصلصة الصويا الحلوة.

#### روجاك جوهي
تعني كلمة جوهي الحبار المملح باللغة الإندونيسية؛ ويحتوي هذا الطبق على توفو تاو كوا المقلي، والبطاطس المسلوقة المقلية، والحبار المملح المقلي المبشور، والخيار، والمعكرونة، والخس، والملفوف، وصلصة الفول السوداني، والخل، والفلفل الحار، والثوم المقلي. نشأ هذا الطبق في المجتمع الصيني في باتافيا ( جاكرتا حاليًا) وأصبح الآن طبقًا بيتاويًا وثيق الصلة بأسينان بيتاوي.

#### روجاك شنغهاي
تم تسمية الطبق على اسم سينما تحمل اسم شنغهاي، المدينة الأكثر اكتظاظًا بالسكان في الصين. في منطقة باتافيا كوتا، تم إنشاء هذا الطبق من قبل الجالية الصينية في إندونيسيا. يمكن العثور على هذا النوع من الروجاك في الأحياء الصينية الإندونيسية في مدن مثل جلودوك في جاكرتا. يحتوي روجاك شنغهاي على المأكولات البحرية، مثل روجاك جوهي. يتم تقديم شرائح الأخطبوط المسلوقة وقنديل البحر الصالح للأكل مع الكانغكونغ، ويتم تقديمها مع صلصة حمراء حلوة وحامضة سميكة، ممزوجة بعصير الأناناس والفول السوداني المحمص المطحون. عادة ما يتم تقديم صلصة الفلفل الحار والبنجكوانج المخلل كتوابل.

#### روجاك سوتو
وهو من الأطعمة الشهية في بانيوانجي، شرق جاوة، وهو عبارة عن مزيج فريد بين لحم البقر سوتو وروجاك سينجور. طبق محلي خاص يقدم فيه الخضار (السبانخ المائية وبراعم الفاصوليا) الروجاك مع كعكة أرز لونتونج في صلصة بيتي مع حساء السوتو. تم إنشاؤه في عام 1975.

#### روجاكُ الكرم
الحلوى المميزة من يوجياكارتا. روجاك الفاكهة الممزوجة بالآيس كريم المصنوع من حليب جوز الهند. يتم تقديمه أيضًا مع السامبال.

#### روجاك إيبي
روجاك إيبي هو روجاك فاكهة مع إيبي ( جمبري مجفف ) وإمبينج. إنه طعام شهي من سينجكاوانج، كاليمانتان الغربية.

#### روجاك مي
روجاك مي هو طبق من باليمبانج. يتكون الطبق من المعكرونة، التوفو، شرائح البيمبيك، الخيار، الخس، والكوكو (مرق حلو حار).

#### روجاك كانجكونج
روجاك كانجكونج هو طبق مصنوع من السبانخ المائية والسامبال الحار الحلو والكروبوك. إنه طعام شهي من كونينجان، جاوة الغربية.

#### روجاك بلوت
يوجد في بريبيس روجاك نموذجي يسمى روجاك بيلوت. هو عبارة عن ثعابين مقلية مدهونة بالسامبال وتقدم مع البصل الأخضر المفروم والطماطم الطازجة.

#### روجاك بولونج
روجاك بولونج هو طبق روجاك تقليدي في بالي. هو عبارة عن أعشاب بحرية صالحة للأكل ممزوجة بصلصة البيندانغ (السمك) وجوز الهند المبشور والجالنجال المبشور وتوابل الروجاك المصنوعة من الملح والسكر والفلفل الحار ومعجون الروبيان.

#### روجاك كيمبانج كاتيس
روجاك كيمبانج كاتيس أو روجاك بونجا بيبايا باللغة الإندونيسية، هو طعام من جزيرة بانجكا. الروجاك عبارة عن أوراق الكسافا وزهرة البابايا وبعض الخضروات الأخرى مع صلصة الفول السوداني.

#### روجاك تيبلاك
في تيجال ريجنسي، روجاك تيبلاك هو طبق روجاك شائع. يتكون من خضروات مثل السبانخ المائية، والملفوف، وبراعم الفاصوليا، وفاصوليا الهليون، وأوراق البابايا، وأوراق الكسافا، وزهر الموز الملطخة بالصلصة الحارة. يتم تحضير الصلصة من الفلفل الحار والفول السوداني والكسافا. يتم تقديم الطبق مع بسكويت يسمى كيروبوك مي (بسكويت المعكرونة).

#### روجاك جاميل
روجاك جاميل هو روجاك متخصص في قرية جاميل في منطقة سيريبون، جاوة الغربية. يتكون من المعكرونة، السبانخ المسلوقة، الملفوف، التوفو، البطاطس المقلية، الباذنجان، والكروبوك الرطب.

## الروجاك الماليزي والسنغافوري

#### روجاك الفاكهة
في ماليزيا وسنغافورة، يتكون روجاك الفاكهة عادة من الخيار والأناناس والجيكاما وبراعم الفاصوليا والتاوبوك ( توفو منتفخ مقلي) واليوتياو (فطائر مقطعة على الطريقة الصينية). يتم استخدام المانجو غير الناضجة والتفاح الأخضر بشكل أقل شيوعًا. تتكون الصلصة من الماء والبيلسان والسكر والفلفل الحار وعصير الليمون. تختلف المكونات من بائع لآخر، حيث يقوم البعض بإضافة معجون الروبيان، أو معجون التمر الهندي أو معجون الفاصولياء السوداء إلى الخليط. يتم تقطيع المكونات إلى أجزاء بحجم اللقمة وتوضع في وعاء مع الصلصة، ثم تُغطى بالفول السوداني المطحون وقليل من براعم الزنجبيل المطحونة أو المقطعة.
أحد الأنواع الشائعة الموجودة في بينانج، ماليزيا هو روجاك بينانج، الذي يضيف جامبو إير، والجوافة، وفطائر الحبار والعسل إلى الخليط، ويركز على استخدام الفواكه الحامضة مثل المانجو غير الناضجة والتفاح الأخضر، بينما يتم عادةً حذف براعم الفاصوليا وفطائر التوفو المقلية. تميل الصلصة أو الصلصة المستخدمة في الروجاك إلى أن تكون سميكة جدًا، مع قوام يشبه الحلوى تقريبًا.

## روجاك الهند
في ماليزيا، ماماك روجاك (المعروف أيضًا باسم روجاك الهندي أو باسيمبور ) يرتبط بأكشاك ماماك، وهي أكشاك طعام هندية ماليزية مسلمة حيث يعتبر روجاك ماماك طبقًا شعبيًا. تحتوي على فطائر العجين المقلية، التوفو، البطاطس المسلوقة، فطائر الروبيان، البيض المسلوق، براعم الفاصوليا، الحبار والخيار المخلوط مع صلصة الفول السوداني الحلوة السميكة والحارة. في الولايات الشمالية الغربية لشبه جزيرة ماليزيا مثل بينانج وقدح.
في سنغافورة، يتكون الروجاك الهندي من تشكيلة من البطاطس والبيض المسلوق والتوفو وفطائر الروبيان، والتي غالبًا ما تكون ملونة. يقوم العملاء عادة باختيار العناصر المفضلة لديهم من العرض، وبعد ذلك يتم تسخينها في مقلاة، وتقطيعها، وتقديمها مع صلصة الفول السوداني الحلوة والحارة والفلفل الحار على الجانب للغمس.

#### روجاك باندونغ
يحتوي الطبق السنغافوري المعروف باسم روجاك باندونج على الحبار والسبانخ المائية والخيار والتوفو والفول السوداني والفلفل الحار والصلصة. لا علاقة لمدينة روجاك باندونغ بمدينة باندونغ الإندونيسية؛ ففي اللغة الملايوية، يعني مصطلح باندونغ "أزواج".